# Чипреса
Чипреса (итал. Cipressa) је насеље у Италији у округу Империја, региону Лигурија.
Према процени из 2011. у насељу је живело 369 становника. Насеље се налази на надморској висини од 243 м.

## Становништво
Према резултатима пописа становништва 2011. у општини је живело 1.271 становника.
| 1936. | 1951. | 1961. | 1971. | 1981. | 1991. | 2001. | 2011. |
| ----- | ----- | ----- | ----- | ----- | ----- | ----- | ----- |
| 753   | 879   | 1.082 | 1.019 | 1.047 | 1.119 | 1.157 | 1.271 |